# Banque Dupuy, de Parseval
Pour les articles homonymes, voir Parseval.
La banque Dupuy, de Parseval est un établissement bancaire dont le siège se trouve à Sète dans l'Hérault. Elle a été fondée le 10 septembre 1845 sous le nom de société de commerce Catrix et Coste. Elle est constituée d'une quarantaine d'agences, situées dans le département de l'Hérault. Elle fait partie du groupe BPCE.

## Histoire
1884 : Création de la Banque par Henri Coste avec ses gendres, sous le nom « Coste- Dupuy et Amadou ».
1889 : Apparition de l’enseigne Dupuy-Coste.
1919 : Fondation de la Banque Dupuy-Coste SA, intégrant l’ancienne Maison.
1925-27 : Premiers guichets permanents à Pézenas, Florensac et Montpellier.
1940 : Fondation par Frédéric, Jules, André Dupuy et Jean de Parseval, de la société en commandite par actions « Banque Dupuy, de Parseval & Cie ».
1945 : Centenaire de la Banque.
1952-64 : Développement du réseau d’agences autour de Béziers, Sète et Montpellier.
1995 : Entrée dans le Groupe Crédit Commercial de France (CCF).
2000 : Le CCF devient membre du Groupe HSBC, deuxième groupe bancaire mondial, pour devenir la plateforme de développement de la zone Euro.
2005 : Le CCF devient HSBC-FRANCE et la Banque Dupuy, de Parseval une de ses 7 banques régionales.
2005-2006 : La Banque Dupuy, de Parseval recrute 30 nouveaux Chargés d’Accueil et Chargés de Clientèle et poursuit le développement de son réseau d’agences.
2 juillet 2008 : la Banque Dupuy, de Parseval entre dans le Groupe Banque Populaire.